# 東麒路駅
東麒路駅（とうきろえき）は、中華人民共和国江蘇省南京市江寧区東麒路と石楊東路交差点の南東側にある、南京地下鉄10号線の駅である。

## 駅名
駅名については、事業着手当初は南京地下鉄集団は「石楊東路駅」の仮称を用いており、2021年11月30日に「東麒路駅」を駅名として第一次公示され、2021年12月22日に駅名が「東麒路駅」に決定したことが発表された。

## 隣の駅
南京地下鉄
■10号線
■ - 東麒路駅 - 石楊路駅